# GAME (Perfumeのアルバム)
『GAME』（ゲーム）は、日本のテクノポップユニット・Perfumeの通算2枚目、初のオリジナル・アルバムである。収録曲「GAME」をアルバムタイトルとした。
読売新聞2018年の元旦特集「J-POP 平成の名盤30」で本アルバムが、宇多田ヒカル『First Love』や、globe『globe』などを抑えて実質1位に選ばれた(選者・マーティ・フリードマン、柴那典、石黒大貴の3人が30枚を選び、全員一致で挙げた唯一のアルバム) 。平成を代表する名盤である。
本項では、本作の初回限定盤に付属のDVDに収録されたライブ『Perfume 〜SEVENTH HEAVEN イイ気分♪〜』についても記述する。

## 収録曲について
シングル曲5曲に加え、新曲7曲を収録。
plastic smile
本作で最後にレコーディングされた曲で、その日は中田の誕生日だった。
GAME
アルバム表題曲。重低音で構成されており、ギターもメインとなっている。大本彩乃（のっち）は「ベースが良い」と評価している。
Baby cruising Love
西脇綾香（あ〜ちゃん）は「本作に収録されたことで、よりスタイリッシュに聞こえる」とコメントしている。
セラミックガール
本アルバムにおいて最速の楽曲のため、早口で歌う際にメロディーに詞がついてこなかった、と西脇はコメントしている。
シークレットシークレット
CMとのタイアップが決まる前に存在していた曲で、タイアップが決まった後に、詞で何度も出てくる「恋をしてる」というフレーズが一部、CMのキャッチ・コピーに合わせる形で「恋しながら」に変更された。
Puppy love
詞に登場する「ツンデレーション」という単語は、中田が好きな漫画、うすた京介の『ピューと吹く!ジャガー』から着想を得たと話していたと樫野有香（かしゆか）が語っている。

## ミュージック・ビデオについて
シークレットシークレット
児玉裕一の監督で制作され、宇多丸（RHYMESTER）がテレビ番組の司会者役でゲスト出演している。
映像作品『Perfume Clips』に収録された。
セラミックガール -Drama Another Version-
森谷雄の監督で制作され、本作の初回限定盤に付属しているDVDに収録された。

## タイアップ
| ポリリズム               | NHK・公共広告機構2007年度共同キャンペーン『リサイクルマークがECOマーク。』CMソング                      |
| ポリリズム               | 映画『カーズ2』全世界公開版挿入歌、日本語吹き替え版エンディングテーマ                                   |
| Baby cruising Love       | 日本テレビ系『ロンQ!ハイランド』エンディングテーマ                                                      |
| Baby cruising Love       | 日本テレビ系『音楽戦士 MUSIC FIGHTER』2月度POWER PLAY                                                   |
| Baby cruising Love       | テレビ愛知系『a-ha-N varie』2008年2月度エンディングテーマ                                               |
| Baby cruising Love       | 映画『モテキ』劇中歌                                                                                    |
| チョコレイト・ディスコ   | トヨタ自動車「アクア」CMソング（ピアノ演奏：まらしぃ）                                                  |
| マカロニ                 | 日本テレビ系『歌スタ!!』1月度お題曲                                                                     |
| セラミックガール         | BSフジ『スミレ16歳!!』主題歌                                                                            |
| シークレットシークレット | 森永乳業「pino」CMソング                                                                                |
| Butterfly                | ニンテンドーDS用ソフト『無限のフロンティア スーパーロボット大戦OGサーガ』プロモーションタイアップソング |

## 収録曲

### CD
全作詞・作編曲: 中田ヤスタカ
| #         | タイトル                      | 作詞  | 作曲・編曲 | 時間 |
| --------- | ----------------------------- | ----- | ---------- | ---- |
| 1.        | 「ポリリズム」                |       |            | 4:09 |
| 2.        | 「plastic smile」             |       |            | 4:36 |
| 3.        | 「GAME」                      |       |            | 5:06 |
| 4.        | 「Baby cruising Love」        |       |            | 4:41 |
| 5.        | 「チョコレイト・ディスコ」    |       |            | 3:46 |
| 6.        | 「マカロニ」                  |       |            | 4:39 |
| 7.        | 「セラミックガール」          |       |            | 4:34 |
| 8.        | 「Take me Take me」           |       |            | 5:28 |
| 9.        | 「シークレットシークレット」  |       |            | 4:57 |
| 10.       | 「Butterfly」                 |       |            | 5:41 |
| 11.       | 「Twinkle Snow Powdery Snow」 |       |            | 3:49 |
| 12.       | 「Puppy love」                |       |            | 4:32 |
| 合計時間: | 合計時間:                     | 55:58 |            |      |

### DVD（初回限定盤のみ）
| #  | タイトル                                                | 作詞 | 作曲・編曲 |
| -- | ------------------------------------------------------- | ---- | ---------- |
| 1. | 「ポリリズム LIVE Version at LIQUIDROOM Nov.8 '07」     |      |            |
| 2. | 「SEVENTH HEAVEN LIVE Version at LIQUIDROOM Nov.8 '07」 |      |            |
| 3. | 「マカロニ -Original Version-」                         |      |            |
| 4. | 「セラミックガール -Drama Another Version-」            |      |            |
| 5. | 「マカロニ -A－CHAN Version-」                          |      |            |
| 6. | 「マカロニ -KASHIYUKA Version-」                        |      |            |
| 7. | 「マカロニ -NOCCHI Version-」                           |      |            |

## チャート成績
初週に約154,308枚を売り上げて、2008年4月28日付のオリコンアルバム週間ランキングで1位を獲得した。女性グループのアルバム1位は、BENNIE Kの『Japana-rhythm』以来2年4か月ぶりとなった。また、テクノのアーティストとしてはYMOの『浮気なぼくら』以来24年11か月ぶりの1位獲得作品となり、YMO以来史上2組目の1位獲得アーティストとなった。
最後のチャートインは2012年5月28日付のオリコンアルバム週間ランキングで、264位を記録。チャート登場回数は124回、累計476,927枚のセールスを記録した。

## Perfume 〜SEVENTH HEAVEN イイ気分♪〜について
『Perfume 〜SEVENTH HEAVEN イイ気分♪〜』（パフューム セブンス ヘブン イイきぶん）は、Perfumeが2007年11月8日にLIQUIDROOM ebisuで開催したライブ。

### セットリスト
11月8日 東京
1. ポリリズム
2. おいしいレシピ
3. コンピュータードライビング
4. イミテーションワールド
5. カウンターアトラクション
6. 彼氏募集中
7. ジェニーはご機嫌ななめ
8. Twinkle Snow Powdery Snow
9. 引力
10. コンピューターシティ
11. Perfumeの掟
12. エレベーター (Instrument)
13. エレクトロワールド
14. パーフェクトスター・パーフェクトスタイル
15. チョコレイト・ディスコ
16. スウィートドーナッツ
17. Perfume
（アンコール）
18. OMAJINAI★ペロリ
19. SEVENTH HEAVEN
20. wonder2